# Kalle Tuominen

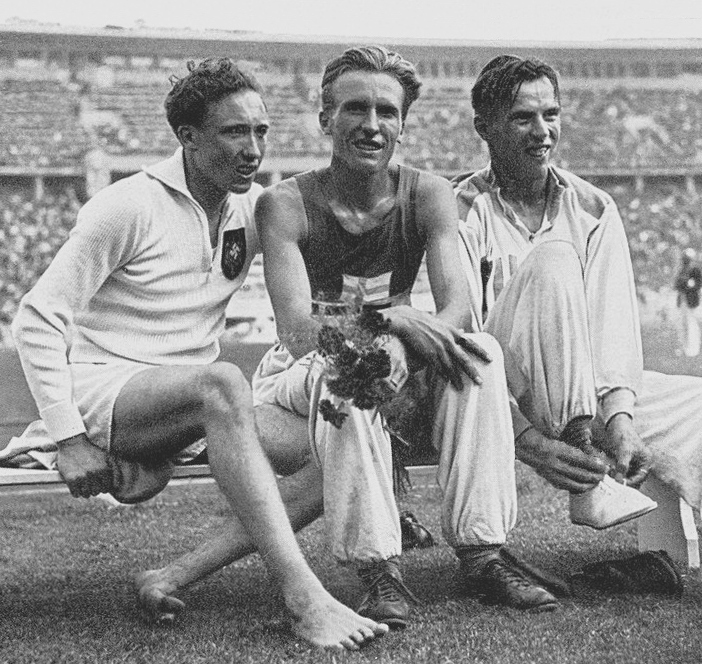
Kalle Tuominen (rechts) bei Olympia 1936

Kalle Tuominen (eigentlich: Kaarlo Jalmari Tuominen; * 9. Februar 1908 in Somerniemi; † 20. Oktober 2006 Lieto) war ein finnischer Hindernisläufer, der 1936 olympisches Silber gewann.
Offizielle Weltrekorde im 3000-Meter-Hindernislauf wurden erst 1954 mit Einführung der Standardabmessungen eingeführt. 1936 hatte im Juli der US-Amerikaner Harold Manning den inoffiziellen Weltrekord auf 9:08,2 Minuten verbessert. Trotzdem galten im Vorfeld der Olympischen Spiele 1936 in Berlin die Finnen als klare Favoriten, allen voran der Titelverteidiger Volmari Iso-Hollo. Im olympischen Finale am 8. August standen drei Finnen, drei US-Amerikaner und je zwei Schweden und Deutsche. Die Finnen bestimmten weitgehend das Tempo und konnten schließlich auch Manning abschütteln, lediglich der Deutsche Alfred Dompert verhinderte als Dritter den finnischen Durchmarsch. Es siegte Iso-Hollo in 9:03,8 Minuten vor Tuominen in 9:06,8 Minuten und auch Dompert blieb noch unter dem alten Weltrekord von Manning.
Zwei Jahre später bei den Leichtathletik-Europameisterschaften 1938 in Paris wurde erstmals bei Europameisterschaften auch der Hindernislauf ausgetragen. Iso-Hollo war nicht mehr am Start. Es gewann der Schwede Lars Larsson vor dem Deutschen Ludwig Kaindl und dem Finnen Alf Lindblad. Mit sieben Sekunden Rückstand auf Lindblad belegte Tuominen in 9:28,6 Minuten den vierten Platz.
Bei finnischen Meisterschaften konnte sich Tuominen neunmal unter den ersten drei im Hindernislauf platzieren, Landesmeister wurde er nur 1937. 1935 war er Dritter im 400-Meter-Hürdenlauf geworden.
Kalle Tuominen war 1,77 m groß und wog in seiner aktiven Zeit 68 kg.

## Bestleistungen
- 800 Meter: 1:56,6 Minuten (1932)
- 1000 Meter: 2:31,1 Minuten (1934)
- 1500 Meter: 3:56,6 Minuten (1938)
- 3000 Meter: 8:28,2 Minuten (1936)
- 5000 Meter: 15:00,8 Minuten (1940)
- 400 Meter Hürden: 57,2 Sekunden (1935)
- 3000 Meter Hindernis: 9:06,8 Minuten (1936)